# Jelle Johannink
Jelle Johannink (Noord Deurningen, 22 oktober 1996) is een Nederlands wielrenner die in 2024 prof werd bij TDT-Unibet Cycling Team.

## Carrière
Op zijn zeventiende begon Johannink met wielrennen. In zijn tweede jaar als belofte werd hij lid van Sensa-Kanjers voor Kanjers, een wielerclub uit de Achterhoek. Namens dat team nam hij onder meer meerdere malen deel aan de Olympia's Tour. In 2021 werd hij negende in de slechts zevenhonderd meter korte proloog in de Ronde van Opper-Oostenrijk. In 2022 werd hij nationaal kampioen bij de eliterenners zonder contract. Na enkele ereplaatsen in het Nederlandse amateurcircuit maakte hij in 2023 de overstap naar ABLOC CT. Namens die ploeg won hij in mei de Nummer1 Limburg Trofee. Later dat jaar nam hij deel aan onder meer de ZLM Tour en de Ronde van het Qinghaimeer.
In 2024 werd Johannink prof bij TDT-Unibet Cycling Team. Zijn debuut voor de ploeg maakte hij in de Ronde van Antalya, waar hij op de achttiende plaats in het klassement eindigde. In de door waaiers gekleurde Ster van Zwolle eindigde Johannink op de tiende plaats, in een achtervolgende groep op 49 seconden van zijn winnende ploeggenoot Nicklas Pedersen. Elf dagen later stond hij aan de start van Nokere Koerse, waar hij met een veertiende plek de beste renner van de ploeg was.

## Overwinningen
2023
Nummer1 Limburg Trofee
2024
Bergklassement Arctic Race of Norway

### Resultaten in voornaamste wedstrijden
|      | \| Jaar \| Amstel Gold Race \| \| ---- \| ---------------- \| \| 2024 \| 55e \| \| 2025 \| opgave \| |
| Jaar | Amstel Gold Race                                                                                     |
| 2024 | 55e                                                                                                  |
| 2025 | opgave                                                                                               |

## Ploegen
- 2023 –  ABLOC CT
- 2024 –  TDT-Unibet Cycling Team
- 2025 –  Unibet Tietema Rockets

Bloem · Bomboi · Bouts · Budding · Christophersen · de Vries · Geleijn · Huens · Huyet · Inkelaar · Johannink · Kopecký · Kyffin · Loockx · Maire · Nielsen · Paige · Pedersen · Stockman · Stokbro · Ťoupalík
Bloem · Bomboi · Budding · Carboni · Christophersen · de Vries · Eiking · Geleijn · Huens · Huyet · Inkelaar · Johannink · Kopecký · Kubiš · Kyffin · Loockx · Maire · Meris · Mouris · Nielsen · Paige · Stockman · Stokbro · Ťoupalík · Verschuren